# Speer und Er
Speer und Er (letterlijk "Speer en hij") is een uit drie delen bestaand Duits docudrama uit 2005 met Sebastian Koch als Albert Speer en Tobias Moretti als Adolf Hitler.

## Inhoud
De film maakt gebruik van historisch materiaal en reconstructies, en bevat interviews met drie van Speers kinderen, Albert Speer jr., Arnold Speer en Hilde Schramm.
The documentaire confronteert meerdere geïnterviewden, zoals Wolf Jobst Siedler en Joachim Fest, met bewijs dat Speer er tot in detail van op de hoogte was dat sommige naziconcentratiekampen werden gebruikt voor genocide.

## Structuur
- Onderdeel 1: Germania – Der Wahn (de waanzin)
- Onderdeel 2: Nürnberg - Der Prozess (het proces)
- Onderdeel 3: Spandau – Die Strafe (de straf)
- Documentaire

## Rolverdeling
- Sebastian Koch: Albert Speer
- Tobias Moretti: Adolf Hitler
- Dagmar Manzel: Gretel Speer
- Eva Haßmann: Eva Braun
- Peter Rühring: Karl Dönitz
- André Hennicke: Rudolf Hess
- Michael Gwisdek: Erich Raeder
- Elert Bode: Konstantin von Neurath
- Andreas Conrad: Hans Frank
- Susanne Schäfer: Annemarie Kempf
- Axel Milberg: Rudolf Wolters
- Erika Marozsan: Marion Riesser
- Wilfried Hochholdinger: Dr. Paul Joseph Goebbels
- Hannes Jaenicke: Major Airey Neave
- August Zirner: Dr. Gustave M. Gilbert
- Markus Boysen: Baldur von Schirach
- Milena Dreißig: Hilde Schramm
- Peter Schneider: Albert Speer jr.
- Goetz Argus: Gerhard Degenkolb
- Joachim Bissmeier: Dr. Hans Flächsner
- Rose-Lise Bonin: Margarete Speer
- Gottfried Breitfuss: Martin Bormann
- Götz Burger: Walther Funk
- Karlheinz Ciba: Gauleiter des Rheinlands
- Edmund Dehn: Robert H. Jackson
- Franz Dinda: Arnold Speer
- Sky du Mont: John Kenneth Galbraith
- Conrad F. Geier: Dr. Fritz Todt
- Heinz Grunschel: Heinrich Hoffmann
- Hannes Hellmann: Hermann Göring
- Alfred Herms: Julius Schulte-Frohlinde
- Heinz Kloss: Friedrich Hetzelt
- Michael Maertens: Dr. Karl Brandt
- Florian Martens: Heinrich Himmler
- Hubert Mulzer: Walter Model
- Christian Nickel: Ernst Speer
- Michael Pas: Paul Ludwig Troost
- Patrick Elias: Richard Sonnenfeldt
- Oliver Stern: Fritz Sauckel
- Sven Walser: Hans Kammler
- Franz Xaver Zach: Friedrich Tamms
- Murad Yazigarov: Roman Rudenko
- Peter Bishop: directeur Spandaugevangenis